# 쇠개개비
쇠개개비(Black-browed Reed-warbler, 학명: Acrocephalus bistrigiceps)는 참새목 개개비과 개개비속에 속하는 새이다.

## 특징
쇠개개비의 전체 몸길이는 약 13.5 cm이다. 등쪽은 담갈색, 안쪽은 흰 깃털로 덮여 있다. 눈 상부에 있는 미반(眉斑)은 희고 명료하며, 미반의 상부에 검은 줄 모양이 있다.

## 생태
초원, 갈대밭, 수풀 등에 서식한다.
식성은 동물식으로 곤충류, 절족동물 등을 먹는다. 풀 위를 배회하면서 먹이감을 사냥하여 포식한다.
번식 형태는 난생이다. 번식기에는 세력권을 형성한다. 갈대 등과 같이 길이가 긴 식물의 줄기 사이에 마른 풀 등을 엮은 둥지를 만들어, 한번에 4~5개의 알을 낳는다. 알을 품는 기간은 13~14일이다.

## 분포
인도, 인도네시아, 싱가포르, 타이, 대한민국, 조선민주주의인민공화국, 중화인민공화국, 중화민국, 일본, 네팔, 베트남, 필리핀, 캄보디아, 말레이시아, 미얀마, 몽골, 라오스, 러시아 동부 등에 분포한다.
하계에는 중화 인민 공화국 북동부, 일본, 한반도에서 번식하고, 동계에는 동남아시아로 이동한다.